# Gregor Strasser
Gregor Strasser (eller Straßer, født 31. maj 1892 i Geisenfeld i Oberbayern i Tyskland, død 30. juni 1934 i Berlin) var en nationalsocialistisk politiker og forlægger. Han var med til Adolf Hitlers kupforsøg i 1923. Strasser var leder for den socialistiske del af bevægelsen og blev skudt i forbindelse med udrensningene i partiet i 1934. Gregor Strasser var bror til Otto Strasser, der dannede Die Schwarze Front i 1930.

### Trykte kilder
- Bedürftig, Friedemann (2008). Tredje riket från uppgång till fall: en uppslagsbok. Stockholm: Ersatz. s. 375–376. ISBN 978-91-88858-32-0.
- Klee, Ernst (2007). Das Personenlexikon zum Dritten Reich (tysk) (2 udgave). Frankfurt am Main: Fischer Taschenbuch Verlag. s. 606. ISBN 978-3-596-16048-8.